# Hérisson de Brandt
Paraechinus hypomelas
Espèce
Synonymes
- Hemiechinus hypomelas (Brandt, 1836)

Statut de conservation UICN

 LC  : Préoccupation mineure
Le Hérisson de Brandt (Paraechinus hypomelas, syn. Hemiechinus hypomelas), est une espèce de hérissons appartenant à la famille des Erinaceidés.

## Liste des sous-espèces
Selon MSW :
- sous-espèce Paraechinus hypomelas blanfordi
- sous-espèce Paraechinus hypomelas eversmanni
- sous-espèce Paraechinus hypomelas hypomelas
- sous-espèce Paraechinus hypomelas sabaeus
- sous-espèce Paraechinus hypomelas seniculus